# Monteroduni
Monteroduni là một đô thị ở tỉnh Isernia trong vùng Molise, có cự ly khoảng 40 km về phía tây của Campobasso và khoảng 11 km về phía tây nam của Isernia. Tại thời điểm ngày 31 tháng 12 năm 2004, đô thị này có dân số 2.412 và diện tích là 37 km².
Đô thị Monteroduni có các frazione (subdivision) Sant'Eusanio.
Monteroduni giáp các đô thị: Capriati a Volturno, Colli a Volturno, Gallo Matese, Longano, Macchia d'Isernia, Montaquila, Pozzilli, Sant'Agapito.